# قلعه‌های شجاع آباد
قلعه‌های شجاع آباد مربوط به دوره قاجار است و در شهر نوش آباد  شهرستان آران و بیدگل، برسرراه آسفالته مبارک فیض آباد کویر واقع شده و این اثر در تاریخ ۱ مهر ۱۳۸۲ با شمارهٔ ثبت ۱۰۲۵۷ به‌عنوان یکی از آثار ملی ایران به ثبت رسیده‌‌است.